# Lukavička
Lukavička je malá vesnice, část obce Lukavice v okrese Chrudim. Nachází se asi 0,5 km na jihu od Lukavice. V roce 2009 zde bylo evidováno 30 adres. V roce 2001 zde trvale žilo 273 obyvatel.
Lukavička leží v katastrálním území Lukavice o výměře 4,39 km2.